# Matschie's kameleon
Matschie's kameleon (Kinyongia matschiei) is een hagedis die behoort tot de familie kameleons (Chamaeleonidae).

## Naam en indeling
De wetenschappelijke naam van de soort werd voor het eerst voorgesteld door Franz Werner in 1895. Oorspronkelijk werd de wetenschappelijke naam Chamaeleon matschiei gebruikt.
De soortaanduiding matschiei is een eerbetoon aan de Duitse zoöloog Georg Friedrich Paul Matschie (1861 - 1926).

## Uiterlijke kenmerken
De kameleon bereikt een totale lichaamslengte van ongeveer 45 centimeter inclusief de staart. De kop draagt twee hoorns, die recht naar voren steken.

## Verspreiding en habitat
Matschie's kameleon komt voor in delen van Afrika en leeft endemisch in Tanzania, meer specifiek in het Usambaragebergte. De habitat bestaat voornamelijk uit vochtige tropische en subtropische bergbossen. De soort is aangetroffen op een hoogte van ongeveer 1500 meter boven zeeniveau.

## Beschermingsstatus
Door de internationale natuurbeschermingsorganisatie IUCN is de beschermingsstatus 'bedreigd' toegewezen (Endangered of EN).